# アーロン・スタンフォード
アーロン・スタンフォード（Aaron Stanford、本名: Aaron Arthur Stanford 1976年12月27日 - ）は、アメリカ合衆国の俳優・声優である。

## 来歴
1976年、マサチューセッツ州に生まれる。母親は英語教授で、父親は出版業者だった。地元マサチューセッツ州の高校を卒業した後、ニューヨーク州立大学へ進学するも、ニュージャージー州のラトガース大学へ編入学して、同大学を卒業した。2000年にシガーニー・ウィーヴァーと共演した低予算映画『Tadpole』で映画デビュー。翌年にはテレビシリーズ『サード・ウォッチ』の数エピソードへ出演したり、ウディ・アレン監督の『さよなら、さよならハリウッド』やスパイク・リー監督の『25時』などへも出演。
その後も順調にキャリアを重ね、ホラー映画『サランドラ』のリメイク作品『ヒルズ・ハブ・アイズ』や、人気コミックの映画化作品『X-MEN2』『X-MEN:ファイナル ディシジョン』などへの出演で知られるようになった。
近年ではマギー・Q主演のテレビドラマシリーズ『NIKITA / ニキータ』でのレギュラーキャストとして73エピソードへ出演して人気を博したほか、2015年から放送のテレビドラマシリーズ『12モンキーズ』で、人類の未来を変えるためタイムスリップすることを命じられた主人公コールを演じている。

## フィルモグラフィー

### 映画
| 年   | 題名                                                                | 役名                            |
| ---- | ------------------------------------------------------------------- | ------------------------------- |
| 2002 | さよなら、さよならハリウッド Hollywood Ending                       | 俳優                            |
| 2002 | 25時 25th Hour                                                      | マーカス                        |
| 2003 | X-MEN2 X2                                                           | ジョン・アルダーダイス / パイロ |
| 2004 | 特捜刑事 スパルタン Spartan                                         | マイケル・ブレイク              |
| 2005 | エイミー・アダムス in ナイト・ビフォア・ウェディング Standing Still | リッチ                          |
| 2006 | ヒルズ・ハブ・アイズ The Hills Have Eyes                            | ダグ・バコウスキ                |
| 2006 | X-MEN:ファイナル ディシジョン X-Men: The Last Stand                 | ジョン・アルダーダイス / パイロ |
| 2017 | クリニカル Clinical                                                 | マイルス                        |
| 2020 | ホース・ガール Horse Girl                                           | ヘイディス                      |
| 2024 | デッドプール&ウルヴァリン Deadpool & Wolverine                      | ジョン・アルダーダイス / パイロ |

### テレビ
| 年        | 邦題/原題                                                | 役名                   | 備考                                      |
| --------- | -------------------------------------------------------- | ---------------------- | ----------------------------------------- |
| 2001-2002 | サード・ウォッチ Third Watch                             | サーゲイ               | 5エピソード                               |
| 2007      | トラベラー Traveler                                      | サーゲイ               | メインキャスト 8エピソード                |
| 2007      | NUMBERS 天才数学者の事件ファイル Numb3rs                 | ブレット・チャンドラー | 第4シーズン第2話「ハリウッド的殺人事件」  |
| 2009      | LAW & ORDER:犯罪心理捜査班 Law & Order: Criminal Intent  | ジョシュ・スノー       | 第8シーズン第13話「ギャンブル・ブルース」 |
| 2009      | マッドメン Mad Men                                       | ホラス・クックJr       | 第3シーズン第4話「遺言」                  |
| 2009      | FEAR ITSELF/フィアー・イットセルフ Fear Itself           | ステファン             | 1エピソード                               |
| 2010-2013 | NIKITA / ニキータ Nikita                                 | シーモア・バーコフ     | メインキャスト 全73エピソード             |
| 2015-2018 | 12モンキーズ 12 Monkeys                                  | ジェームズ・コール     | 主演 全47エピソード                       |
| 2018      | フィアー・ザ・ウォーキング・デッド Fear the Walking Dead | ジム・ブラウアー       | シーズン4 11話 (B) -                      |
| 2020      | ペリー・メイソン Perry Mason                             | ジョージ・ギャノン     | 4エピソード                               |
| 2022      | ウエストワールド Westworld                               | ピーター・マイヤーズ   |                                           |
| 2023      | スタートレック:ピカード Star Trek: Picard                | スニード               |                                           |

### ゲーム
| 年   | 邦題/原題                                                                  | 役名         | 備考     |
| ---- | -------------------------------------------------------------------------- | ------------ | -------- |
| 2008 | コール オブ デューティ ワールド・アット・ウォー Call of Duty: World at War | ポロンスキー | 声の出演 |

## 参照
1. 1 2  “Aaron Stanford Biography”. 2014年8月26日閲覧。
2. ↑  Fear the Walking Dead Adds Five Cast Members To Season 4 Skybound
3. ↑  Fear the Walking Dead Adds 12 Monkeys' Aaron Stanford TV Guide
4. ↑  'Fear the Walking Dead' Season 4 Teases Villains Beyond the Storm The Hollywood reporter